# سانگ‌برد ایرویز
سانگ‌برد ایرویز (به انگلیسی: Songbird Airways) یک شرکت هواپیمایی با کد یاتا 5K است که در تاریخ ۱۹۹۰ میلادی تأسیس شده است.
دفتر مرکزی سانگ‌برد ایرویز در اورلندو، فلوریدا، ایالات متحده آمریکا واقع شده‌است و قطب این شرکت هواپیمایی در فرودگاه بین‌المللی هراکلین قرار دارد و به ۷ مقصد، پرواز مستقیم انجام می‌دهد.